# Dale Earnhardt (autóversenyző, 1951–2001)
Dale Earnhardt (Kannapolis, Észak-Karolina, 1951. április 29. – Daytona Beach, Florida, 2001. február 18.) hétszeres bajnok amerikai NASCAR autóversenyző.
- Rajtszáma: 3
- Csapata: Richard Childress Racing
- Szponzora: GM Goodwrench Service Plus
- Márka: Chevrolet
- Becenevek: The Man in Black, The Intimidator (A megfélemlítő)

## Élete
Dale Earnhardt már fiatal korában nézte, ahogy apja, Ralph Earnhardt versenyez – és nyer – a széria autósok között szerte a délkeleti államokban. Ez az élmény alakította ki benne később a sportág iránti elkötelezettséget és szeretetet, amely azután a NASCAR és a motorsport történelem egyik legsikeresebb és legnagyszerűbb karrierjének üzemanyagául szolgált.
Tinédzser korában a szülővárosában és annak környékén állt rajthoz. Nappal teljes munkaidőben kerekeket foltozott és szerelt, éjszaka pedig vagy az autójával versenyzett, vagy éppen javítgatta azt. Saját erőből próbált boldogulni, de gyakran kölcsönökből tudta csak megvenni az alkatrészeket a hétvégi versenyekre, majd remélte, hogy eleget nyer ahhoz, hogy hétfőn visszafizethessen mindent a banknak.
1973-ban Ralph Earnhardt szívinfarktusban elhunyt, miközben az autóján dolgozott. A súlyos veszteség még eltökéltebbé tette Dale-t, mint valaha abban, hogy sikeres autóversenyző lesz. Tovább folytatta a küzdelmet a környék pályáin, mint Hickory, Concord és Metrolina Fairgrounds ováljai.
1975-ben mutatkozott be a Winston Cup-ban, a charlotte-i World 600-on, ahol a 22. helyet szerezte meg az Ed Negre tulajdonában álló Dodge-dzsal. A következő három év során további nyolc versenyen indult a NASCAR legfelső szériájában, melyek közül az utolsó az 1978-as Dixie 500 volt Atlantában, ahol Rod Osterlund második számú autóját vezette. Earnhardt a negyedik helyen végzett, csupán eggyel lemaradva Osterlund első számú versenyzőjétől, Dave Marcistól.
Az 1978-as szezon után Marcis saját csapatot alapított, ezért búcsút intett Osterlundnak, aki magára maradt a megüresedett Chevrolet-vel és az arra pályázók sorával. Úgy döntött, hogy ad egy esélyt a fiatal versenyzőnek, ezzel Dale Earnhardt neki indulhatott az első teljes szezonjának 1979-ben. Earnhardt tisztában volt vele, hogy ez a bizalom az eddigi karrierjének legnagyobb ajánlata.
Az első teljes évében Earnhardt megszerezte legelső Cup győzelmét Bristolban, mindössze karrierje 16. rajtján. Nyolc versennyel később megvolt már az első pole-ja is Riverside-ban. A szezon végére 11 top 5-ös eredménnyel büszkélkedhetett, amellyel maga mögé utasított olyan neveket az Év újonca díjért – minden idők legnagyobb küzdelmében ezért a címért, mint Harry Gant, Terry Labonte és Joe Millikan.
1980-ban a fiatal, de már erős csapattal, jó felszereléssel és azzal a határozott szándékkal, hogy megmutassák, ők is a NASCAR elitjéhez tartoznak, Dale Earnhardt legyőzte a kemény veteránt, Cale Yarborough-t a bajnoki címért folytatott küzdelemben és ezzel az egyetlen versenyző lett, aki egymás után követő évben lett az év újonca (Rookie of the Year) és bajnok is.
Az 1981-es szezon derekán Osterlund eladta a csapatát Jim Stacy-nek. Az új csapatból kiábrándultan Dale Earnhardt négy verseny után elhagyta őket és a szezont Richard Childress-nél fejezte be. Év végére Childress előtt világossá vált, hogy a csapata addig nem tapasztalt eredményekre volt képes Earnhardttal, ezért sürgette a tehetséges versenyzőt, hogy fogadja el az ajánlatát a Bud Moore irányítása alatt álló stabil és erős szponzorral (Wrangler) rendelkező autójába. Earnhardt aláírta a szerződést a #15-ös rajtszámú Fordba, majd a következő két évben három versenyt nyert azzal Childressnek és 12., illetve 8. lett a pontversenyben.
Miközben Childress és versenyzője, Ricky Rudd építgették a bajnok esélyes csapatot, az 1983-as és 1984-es szezon közötti szünetben Dale Earnhardt úgy döntött, meghosszabbítja a szerződését Childress-szel. A versenyző és a tulajdonos azonnal belekezdtek egy programba, hogy elérjék azt a szintű teljesítményt, amellyel mindkettőjük szerint majd bajnokságot lehet nyerni a NASCAR Winston Cup-ban. Ekkor még egyiküknek sem sejtette, hogy milyen eredményekre lesznek képesek közösen.
A duó az első bajnoki címét két évvel később, 1986-ban szerezte meg. Mindez csak a kezdete volt egy hat bajnoki címből álló sorozatnak az elkövetkezendő kilenc évben, amely a maga nemében rekord volt és bizonyította az egyik legnagyobb versenyzőnek az adottságát és a tehetségét, aki valaha is rajthoz állt a NASCAR pályáin.
1998 februárjában, húsz próbálkozást követően végre győztesként ünnepelhette magát azon az egyetlen nagy versenyen is, amelyen addig képtelen volt elérni a kockás zászlót: a Daytona 500-on. Az volt karrierje 575. Winston Cup rajtja és 71. diadala, amely a győzelmi örök ranglista hatodik helyére repítette. Az Earnhardt név további lépéseket tett a halhatatlanság felé vezető úton, amikor ugyanebben az évben a NASCAR jelölte Őt, valamint édesapját, Ralphot "A NASCAR történelem 50 legnagyobb versenyzője" közé.
Két évvel később Earnhardt fia, Dale Junior, édesapja nyomdokaiba lépve csatlakozott a Winston Cup-hoz. Idősebb Earnhardt eközben kis híján megnyerte a nyolcadik bajnoki címét 2000-ben, de Bobby Labonte mögött végül "csak" a második helyen végzett.
2001 februárjában a két Dale Earnhardt – az idősebb és a fiatalabb -csapattársként indult neki a daytonai hétvégének az évente megrendezendő Rolex 24 órás versenyen. Saját kategóriájukban a másodikok lettek, míg összetettben az előkelő negyedik helyen végeztek, bebizonyítva azt, hogy az Earnhardtok nem csak a NASCAR-ban kiválóak.
Dale Earnhardt halála, amely a 2001-es Daytona 500 utolsó körének utolsó kanyarjában történt, Amerikát olyan gyászba borította, amelyhez hasonlóra addig sportoló tragédiája kapcsán nem volt példa. Earnhardt eredeti és megismételhetetlen teljesítményével és személyiségével örökre a NASCAR közönség és az emberek millióinak szívébe zárta magát. A csillogással a szemében és azzal az ördögi vigyorral az arcán felküzdötte magát a csúcsra és páratlan döntésekkel vitte győzelemig az autóit. Sokan nem szerették a számtalan győzelme és bajnoki címe miatt, de a látványos stílusa, amellyel elérte ezeket, kétségtelenül csodálatra méltó volt mindenki körében.
2004-ben készült el a legendás pilóta életén alapuló 3: The Dale Earnhardt Story című film Barry Pepperrel a címszerepben, mely sikerekben gazdag pályafutását és a nagyközönség számára kevésbé ismert magánéletét dolgozza fel. Ez hazánkban A NASCAR az életem: Dale Earnhardt története címmel látható.
2006. április 23-án a Talladega Superspeedway-en megtartott Aaron's 499-en a fia, Dale Earnhardt, Jr. egy különleges fekete festéssel állt rajthoz annak tiszteletére, hogy édesapja április 29-én lett volna 55 esztendős. Ugyanezen a versenyen Dale Earnhardt-ot beválasztották az International Motorsports Hall of Fame-be.
Június 18-án a Michigan-i versenyen Junior egy régi stílusban megfestett Budweiser autóval emlékeztette a NASCAR közönséget apja, valamint nagyapja versenyzői karrierjére.

## A legelső bajnoki címe
Még mielőtt Doug Richert elég idős lett volna a legális alkoholfogyasztáshoz, már megivott jó néhány korty pezsgőt az ünneplések alkalmával. Ezek közül egyet 1980. november közepén. 
Azon az őszi délutánon a már nem üzemelő Ontario Motor Speedwayen történt mindez, amikor két mérföldkőhöz is értek a NASCAR történelmében..
Mindössze a második teljes szezonjában Dale Earnhardt megnyerte élete első bajnoki címét a hétből a Winston Kupában, miközben Doug Richert a legfiatalabb bajnokságot nyert csapat főnökké vált 20 éves létére. Richert 1980 májusában lett Earnhardt csapat főnöke, a charlotte-i 600 mérföldes után. Dale akkor még a #2-es rajtszámú autóban versenyzett és a következő 18 versenyen 3 győzelmet aratott a fiatal csapatfőnökével és végül a bajnoki címet is begyűjtötték.
Osterlund tett egy próbát Earnhardt-tal, aki akkoriban nem volt kifejezetten a tulajdonosok álma. Gyakran ment falnak és törte össze az autóit. Earnhardt idővel felismerte, hogy ha nyerni szeretne egy versenyen, akkor bizony az autóját az utolsó körig kímélnie kell. Ebben nagy hatása volt Osterlundnak is, aki akkor is higgadt maradt, amikor Earnhardt zúzta a kocsikat.
Végül, 70 rajt után, Earnhardt megszerezte Osterlund, Richert és önmaga első Kupa győzelmét 1979. április 1-jén Bristolban. A bristoli győzelmük volt az egyetlen 1979-ben, de később beindult az Earnhardt-gépezet.
Hatalmas meglepetés volt Earnhardt bajnoki címe. Nagy reklámot és lökést adott ez a karrierjének. Vélemények szerint Earnhardt még akkor fel sem volt készülve minderre. 1981-ben 16 verseny után Osterlund kifogyott a pénzből. „Ha több pénze lett volna, akkor még ennél is mélyebb nyomot hagyhatott volna a NASCAR-ban.” – Childress. Earnhardt ezek után Richard Childress-nél kötött ki, míg Richert a következő négy évet Junior Johnsonnál töltötte. Osterlund most a hetvenes éveiben jár és nyugdíjas éveit tölti Észak-Kaliforniában. 
Miután Earnhardt lett 1980. bajnoka, Richert az egyik legkeresettebb ember lett a NASCAR-ban. Olyanokkal dolgozozott ezután együtt, mint Junior Johnson, Darrell Waltrip, Davey Allison, Neil Bonnett, Buddy Baker és Benny Parsons.

## Út a sikerig
Az akkori nézetek szerint, Earnhardt első bajnoki címe 1980-ban, talán meg sem történhetett volna. Egy szemtelenül fiatal, 28 éves versenyző Kannapolisból (Észak-Karolina), egy szokatlan csapat és egy még furcsább csapatfőnök. Rod Osterlund a siker reményében bízva elhagyta kaliforniai San Jose-t és 1977 elején keletre utazott. Magával vitte a 16 éves Doug Richertet is, hogy meghódítsák az akkor még fiatalnak számító NASCAR világát.
Osterlundnak egyszerű taktikája volt: megfigyelt mindenkit és ami tetszett neki, azt alkalmazta a saját csapatánál is. Nem tudni, hogy mitől volt jó fejlesztő, de az biztos, hogy tudta, mit csinál. Nem volt egyszerű Richertnek a kezdet. Eleinte mindenben részt kellett venni neki is a kerékcserétől az olajcseréig. Miután az eredeti csapatfőnök, Jake Elder elhagyta a csapatot az 1980-as charlotte-i verseny után, Richert lett a jogutód a poszton fiatal kora ellenére. Szerencséjére jó helyen volt jó időben. Abban az időben egy 20 éves csapatfőnök hihetetlennek tűnt, de Osterlund bízott Doug Richertben.
Osterlund garázsában 9 versenyző fordult meg az első 2 év alatt, közülük néhányan csak egyetlen verseny erejéig. Earnhardtnak, amikor az 1978-as szezon végén csatlakozott a csapathoz, kétségei voltak Osterlundék hosszútávú pénzügyi életben maradása felől, de tudta, ők az egyetlen esélye arra, hogy sztár lehessen egyszer a NASCAR-ban.

## Főbb eredményei
- hétszeres NASCAR Winston Cup bajnokság (1980., 1986., 1987., 1990., 1991., 1993. és 1994.),
- az egyetlen Winston versenyző, aki egymás utáni két évben lett "Az év újonca", majd pedig bajnok (1979., 1980.),
- első versenyző, akinek a keresete meghaladta a 40 millió dollárt karrierje során,
- ötszörös "Az év versenyzője" díj birtokosa: (1980., 1986., 1987., 1990. és 1994.),
- háromszoros győzteses a "The Winston"-nak, azaz a NASCAR All-Star versenyének: 1987., 1990. és 1993.,
- hatszoros győztese a "Busch Clash" versenynek, ami a mai "Budweiser Shootout"-nak felel meg. (Ezen az előző évi kvalifikációk győztesei, a bajnokok és ennek a versenynek a volt győztesei indulhatnak): 1980., 1986., 1988., 1991., 1993. és 1995.,

Earnhardt szinte minden megnyerhető címet megszerzett a Winston Cup-ban, beleértve a Daytona 500 győzelmet is.

## A Cup pontversenyein elért győzelmei
- 01. 1979. április 1., Southeastern 500, Bristol International Speedway,
- 02. 1980. március 16., Atlanta 500, Atlanta International Raceway,
- 03. 1980. március 30., Valleydale Southeastern 500, Bristol International Speedway,
- 04. 1980. július 12., Busch Nashville 420, Nashville Speedway,
- 05. 1980. szeptember 28., Old Dominion 500, Martinsville Speedway,
- 06. 1980. október 5., National 500, Charlotte Motor Speedway,
- 07. 1982. április 4., CRC Chemicals Rebel 500, Darlington Raceway,
- 08. 1983. július 16., Busch Nashville 420, Nashville Speedway,
- 09. 1983. július 31., Talladega 500, Alabama International Motor Speedway,
- 10. 1984. július 29., Talladega 500, Alabama International Motor Speedway,
- 11. 1984. november 11., Atlanta Journal 500, Atlanta International Raceway,
- 12. 1985. február 24., Miller High Life 400, Richmond Fairgrounds Raceway,
- 13. 1985. április 6., Valleydale 500, Bristol International Speedway,
- 14. 1985. augusztus 24., Busch 500, Bristol International Speedway,
- 15. 1985. szeptember 22., Goody's 500, Martinsville Speedway,
- 16. 1986. április 13., TranSouth 500, Darlington Raceway,
- 17. 1986. április 20., First Union 400, North Wilkesboro Speedway,
- 18. 1986. május 25., Coca-Cola 600, Charlotte Motor Speedway,
- 19. 1986. október 5., Oakwood Homes 500, Charlotte Motor Speedway,
- 20. 1986. november 2., Atlanta Journal 500, Atlanta International Raceway,
- 21. 1987. március 1., Goodwrench 500, North Carolina Motor Speedway,
- 22. 1987. március 8., Miller High Life 400, Richmond Fairgrounds Raceway,
- 23. 1987. március 29., TranSouth 500, Darlington Raceway,
- 24. 1987. április 5., First Union 400, North Wilkesboro Speedway,
- 25. 1987. április 12., Valleydale Meats 500, Bristol International Speedway,
- 26. 1987. április 26., Sovran Bank 500, Martinsville Speedway,
- 27. 1987. június 28., Miller American 400, Michigan International Speedway,
- 28. 1987. július 19., Summer 500, Pocono International Raceway,
- 29. 1987. augusztus 22., Busch 500, Bristol International Speedway,
- 30. 1987. szeptember 6., Southern 500, Darlington Raceway,
- 31. 1987. szeptember 13., Wrangler Jeans Indigo 400, Richmond Fairgrounds Raceway,
- 32. 1988. március 20., Motorcraft Quality Parts 500, Atlanta International Raceway,
- 33. 1988. április 24., Pannill Sweatshirts 500, Martinsville Speedway,
- 34. 1988. augusztus 27., Busch 500, Bristol International Speedway,
- 35. 1989. április 16., First Union 400, North Wilkesboro Speedway,
- 36. 1989. június 4., Budweiser 500, Dover Downs International Speedway,
- 37. 1989. szeptember 3., Heinz Southern 500, Darlington Raceway,
- 38. 1989. szeptember 17., Peak Performance 500, Dover Downs International Speedway,
- 39. 1989. november 19., Atlanta Journal 500, Atlanta International Raceway,
- 40. 1990. március 18., Motorcraft Quality Parts 500, Atlanta International Raceway,
- 41. 1990. április 1., TranSouth 500, Darlington Raceway,
- 42. 1990. május 6., Winston 500, Talladega Superspeedway,
- 43. 1990. június 24., Miller Genuine Draft 400, Michigan International Speedway,
- 44. 1990. július 7., Pepsi 400, Daytona International Speedway,
- 45. 1990. július 29., DieHard 500, Talladega Superspeedway,
- 46. 1990. szeptember 2., Heinz Southern 500, Darlington Raceway,
- 47. 1990. szeptember 9., Miller Genuine Draft 400, Richmond International Raceway,
- 48. 1990. november 4., Checker 500, Phoenix International Raceway,
- 49. 1991. február 24., Pontiac Excitement 400, Richmond International Raceway,
- 50. 1991. április 28., Hanes 500, Martinsville Speedway,
- 51. 1991. július 28., DieHard 500, Talladega Superspeedway,
- 52. 1991. szeptember 29., Tyson Holly Farms 400, North Wilkesboro Speedway,
- 53. 1992. május 24., Coca-Cola 600, Charlotte Motor Speedway,
- 54. 1993. március 28., TranSouth 500, Darlington Raceway,
- 55. 1993. május 30., Coca-Cola 600, Charlotte Motor Speedway,
- 56. 1993. június 6., Budweiser 500, Dover Downs International Speedway,
- 57. 1993. július 3., Pepsi 400, Daytona International Speedway,
- 58. 1993. július 18., Miller Genuine Draft 500, Pocono International Raceway,
- 59. 1993. július 25., DieHard 500, Talladega Superspeedway,
- 60. 1994. március 27., TranSouth Financial 400, Darlington Raceway,
- 61. 1994. április 10., Food City 500, Bristol International Raceway,
- 62. 1994. május 1., Winston Select 500, Talladega Superspeedway,
- 63. 1994. október 23., AC-Delco 500, North Carolina Motor Speedway,
- 64. 1995. április 9., First Union 400, North Wilkesboro Speedway,
- 65. 1995. május 7., Save Mart Supermarkets 300, Sears Point Raceway,
- 66. 1995. augusztus 5., Brickyard 400, Indianapolis Motor Speedway,
- 67. 1995. szeptember 24., Goody's 500, Martinsville Speedway,
- 68. 1995. november 12., NAPA 500, Atlanta Motor Speedway,
- 69. 1996. február 25., Goodwrench Service 400, North Carolina Motor Speedway,
- 70. 1996. március 10., Purolator 500, Atlanta Motor Speedway,
- 71. 1998. február 15., Daytona 500, Daytona International Speedway,
- 72. 1999. április 25., DieHard 500, Talladega Superspeedway,
- 73. 1999. augusztus 28., Goody's Headache Powder 500, Bristol Motor Speedway,
- 74. 1999. október 17., Winston 500, Talladega Superspeedway,
- 75. 2000. március 12., Cracker Barrell Old Country Store 500, Atlanta Motor Speedway,
- 76. 2000. október 15., Winston 500, Talladega Superspeedway.